# ای‌بی‌سی ایر هانگری
ای‌بی‌سی ایر هانگری (به انگلیسی: ABC Air Hungary) یک شرکت هواپیمایی باری در بوداپست، مجارستان بود که در ۱۹۹۸ تأسیس و در ۲۰۱۵ منحل شد. 